# Band of Horses
Band of Horses, conocidos en sus primeros días simplemente como Horses, es una banda estadounidense de indie rock y folk rock formada en la ciudad de Seattle en 2004.

## Historia
Band of Horses fue creado por Ben Bridwell (guitarra y voz) y Mat Brooke (guitarra) en 2004 después de que su grupo anterior, Carissa's Wierd, se desintegrara.
Carissa's Wierd fue fundado por Brooke y Jenn Ghetto, uniéndose Bridwell y la baterista Sera Cahoone.
El grupo atrajo inicialmente la atención de la discográfica Sub Pop después de actuar como teloneros en conciertos de Iron & Wine en sus presentaciones en el área de Seattle.
En 2005 editaron su debut Limited Edition Tour EP, que se vendió exclusivamente en sus presentaciones y en el sitio web de Sub Pop. Su primer álbum de larga duración, Everything All the Time fue grabado en 2005 con el productor Phil Ek y lanzado el 21 de marzo de 2006, logrando obtener buenas críticas de la prensa especializada.
El 13 de julio de 2006, Band of Horses tuvo una aparición en el programa televisivo The Late Show with David Letterman.
Mat Brooke dejó el grupo el 25 de julio de 2006, debido al éxito de otros proyectos musicales que había encarado.
Con la salida de Brooke, el grupo se trasladó a Mount Pleasant, Carolina del Sur, y empezó a grabar su siguiente álbum en Asheville. Dicho álbum, titulado Cease to Begin, fue lanzado en 2007.
Al menos dos de las canciones de Band of Horses ("The Great Salt Lake" y "The Funeral") fueron incluidas en los podcasts de Sub Pop que están disponibles a través de iTunes.
Su tema "Life on Earth" formó parte en la banda sonora del filme The Twilight Saga: Eclipse.
En 2010 la banda anunció el tracklist de su próximo material titulado Infinite Arms, y adelantó que el primer sencillo, Compliments, sería lanzado el 1 de abril.
Una gira conjunta con Kings of Leon planeada para 2011 fue cancelada.
En una entrevista en septiembre de 2011, el guitarrista Tyler Ramsey explicó que Band of Horses estaban grabando su cuarto álbum, aunque no adelantó nada acerca del posible título de mismo.
En 2012 salió a la venta Mirage Rock, el cuarto álbum de estudio, cuyo sencillo principal fue "Knock Knock".
En 2013 publicaron un nuevo álbum de música acústica titulado Acoustic at The Ryman.
Después de un tiempo de no entrar al estudio, en marzo de 2016 anunciaron la pronta publicación de un nuevo álbum, titulado "Why Are You OK?" y en abril del mismo año anunciaron la fecha de publicación, el 2 de junio.
En 2022, su canción "Lights" fue incluida en la banda sonora del videojuego MLB THE SHOW 22

## Estilo
La banda genera comparaciones con el grupo My Morning Jacket, en gran medida debido a las similitudes vocálicas entre Bridwell y Jim James, vocalista de My Morning Jacket. La voz de Bridwell también ha sido comparada con las de Perry Farrell (vocalista de Jane's Addiction), la de los trabajos tempranos de Neil Young y la de Wayne Coyne, cantante de Flaming Lips.

## Miembros
- Ben Bridwell - Voz líder, Guitarra, Teclado, Pedal steel guitar (2004-presente)
- Creighton Barrett - Batería (2006-presente)
- Ryan Monroe - Teclado, Guitarra, Corista (2007-presente)
- Matt Gentling - Bajo acústico, Corista (2007 - 2017; 2017 - presente)
- Ian MacDougall - Guitarra, Corista (2017 - presente)

### Miembros anteriores
- Chris Early - Bajo eléctrico (2004 - 2005)
- Tim Meinig - Batería (2004 - 2005)
- Sera Cahoone - Batería (2005)
- Mat Brooke - Guitarra, Corista (2004 - 2006)
- Joe Arnone - Guitarra, Teclado (2006 - 2007)
- Rob Hampton - Bajo acústico (2006 - 2007); Guitarra (2007 - 2009)
- Robin Peringer - Guitarra (2007)
- Tyler Ramsey - Guitarra, Corista (2007 - 2017)
- Bill Reynolds - Bajo acústico (2007 - 2017)
- Ludwig Böss - Guitarra (2009 - 2010)
- Richard Fitzpatrick - Guitarra (2017)

## Discografía

### Álbumes de estudio
- Everything All the Time (21 de marzo de 2006, Sub Pop)
- Cease to Begin (2007)
- Infinite Arms (2010)
- Mirage Rock (2012)
- Why are you OK (2016)
- Things Are Great (2022)

### Sencillos
- "The Funeral" (2006).
- "The Great Salt Lake" (2006).
- "Is There A Ghost" (2007).
- "No One's Gonna Love You"(2007).
- "Compliments" (2010).
- "Laredo" (2010).
- "Factory" (2010).
- "Dilly" (2011).
- "Knock knock" (2012).
- "Slow Cruel Hands of Time" (2012).
- “Heartbreak on the 101”
- "Feud" (2012).
- "Hang an Ornament" junto con Grandaddy (2014).
- "Casual Party" (2016).
- "In a Drawer" (2016).
- "Solemn Oath" (2016).
- “Nadie te va a amar como yo” (2018).

### EP
- Limited Edition Tour EP (2005, lanzado independientemente)